# Hilton Hotels & Resorts

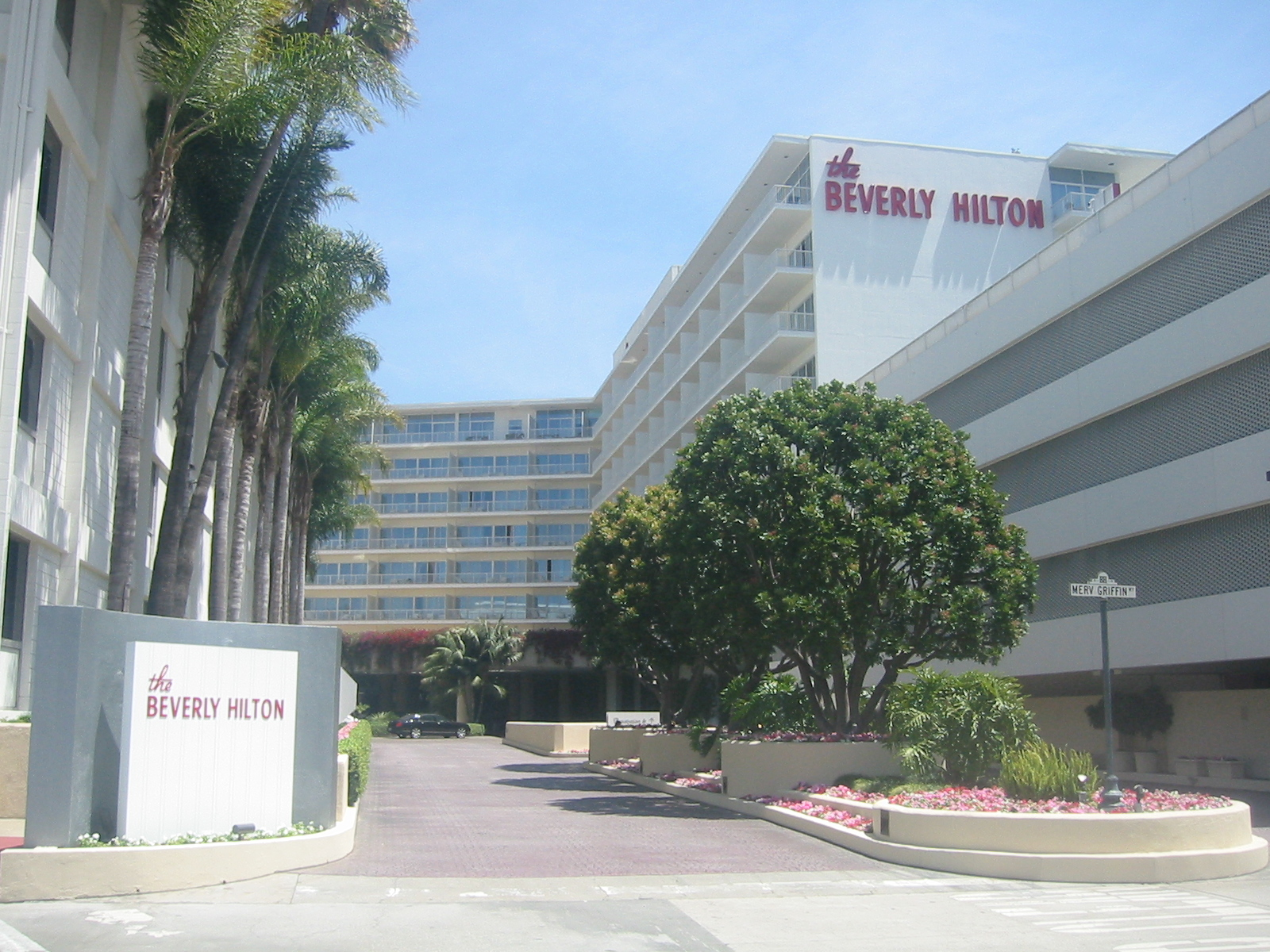
Um hotel Hilton em Beverly Hills, Estados Unidos.

Hilton Hotels & Resorts é uma rede de hotéis fundada por Conrad Hilton, em Cisco, Texas, e atualmente fica sediada em Beverly Hills, na Califórnia. Possui cerca de 2.500 hotéis em mais de 80 países.

## Marcas
- Hilton Hotels
- Conrad Hotels
- Coral by Hilton
- Doubletree
- Embassy Suites Hotels
- Hampton Inn e Hampton Inn & Suites
- Hilton Garden Inn
- Hilton Grand Vacations Club
- Homewood Suites by Hilton
- Scandic Hotels
- Shelton Inn
- Waldorf Astoria Hotels & Resorts
- LivingWell Health Clubs
- Hilton HHonors
- Hoteis Comodor
- Motto by Hilton

## Hotéis noBrasil
| Cidade (Localização)             | Estado            | Marca                   |
| -------------------------------- | ----------------- | ----------------------- |
| Belo Horizonte (Cidade Jardim)   | Minas Gerais      | Hilton Garden Inn       |
| São Paulo (Morumbi)              | São Paulo         | Hilton Hotels & Resorts |
| São Paulo (Itaim)                | São Paulo         | Double Tree by Hilton   |
| Santo André (Homero Thon)        | São Paulo         | Hilton Garden Inn       |
| Guarulhos (Aeroporto)            | São Paulo         | Hampton by Hilton       |
| Goiânia (Setor Oeste)            | Goiás             | Hilton Garden Inn       |
| Rio de Janeiro (Barra da Tijuca) | Rio de Janeiro    | Hilton Hotel & Resorts  |
| Rio de Janeiro (Copacabana)      | Rio de Janeiro    | Hilton Hotels & Resorts |
| Itajaí (Praia Brava)             | Santa Catarina    | Hilton Garden Inn       |
| Porto Alegre (Moinhos de Vento)  | Rio Grande do Sul | Hilton Hotels & Resorts |
| Porto Alegre (Pontal Shopping)   | Rio Grande do Sul | Double Tree by Hilton   |